# Liste der Nationalräte des Kantons Uri
Die Liste der Nationalräte des Kantons Uri zeigt alle Mitglieder des Nationalrates aus dem Kanton Uri seit Gründung des Bundesstaates im Jahr 1848 bis heute.

## Parteiabkürzungen
- FDP: Freisinnig-Demokratische Partei, seit 2009 FDP.Die Liberalen
- KVP: Schweizerische Konservative Volkspartei
- Mitte: Die Mitte
- SVP: Schweizerische Volkspartei

Sonstige Parteiströmungen oder -richtungen:
- FL: Freisinnige Linke (Freisinnige, Radikale, Radikaldemokraten)
- KK: Katholisch-Konservative

## Nationalräte
| Name                | Partei/Fraktion                | Amtszeit  | Geboren | Gestorben |
| ------------------- | ------------------------------ | --------- | ------- | --------- |
| Beat Arnold         | SVP                            | 2015–2019 | 1978    | 2021      |
| Franz Arnold        | FDP                            | 1947–1963 | 1897    | 1984      |
| Josef Arnold        | KK                             | 1865–1890 | 1825    | 1891      |
| Josef Furrer        | KVP                            | 1911–1914 | 1869    | 1925      |
| Martin Gamma        | FDP                            | 1914–1925 | 1856    | 1937      |
| Raymund Gamma       | FDP                            | 1979–1980 | 1919    | 1980      |
| Gabi Huber          | FDP                            | 2003–2015 | 1956    |           |
| Florian Lusser      | KK                             | 1848–1860 | 1820    | 1889      |
| Josef Werner Lusser | FDP                            | 1925–1931 | 1861    | 1941      |
| Alexander Muheim    | KK                             | 1860–1865 | 1809    | 1867      |
| Gustav Muheim       | KK                             | 1905–1911 | 1851    | 1917      |
| Karl Muheim         | FDP                            | 1931–1947 | 1887    | 1954      |
| Franz Schmid        | KK                             | 1890–1904 | 1841    | 1923      |
| Simon Stadler       | CVP (bis 2020) Mitte (ab 2021) | 2019–     | 1988    |           |
| Franz Steinegger    | FDP                            | 1980–2003 | 1943    |           |
| Alfred Weber        | FDP                            | 1963–1979 | 1923    | 2015      |

## Quelle
- Datenbank aller Ratsmitglieder. Website der Bundesversammlung.